# Parantechinus apicalis
El díbler meridional (Parantechinus apicalis) es una especie de marsupial dasiuromorfo de la familia Dasyuridae endémica de Australia.

## Hábitat y distribución
Puede encontrarse en el terrenos arenosos con densa cubierta de matorral al suroeste de Australia Occidental y algunas islas cercanas a la costa como Boullanger y Whitlock, aunque hallazgos fósiles indican que este animal pudo vivir en otro tiempo en territorios más orientales de Australia.

## Características
El cuerpo es pequeño y rechoncho, parecido al de un ratón. Pesa 60-100 g y mide 14 cm de longitud más 11 cm de cola. Está cubierto de pelo corto pardo grisáceo salpicado de blanco en las regiones dorsales y más claro en las ventrales, gris con tintes amarillentos.
Las orejas son grandes y puntiagudas. Los ojos, también grandes, negros y redondos, con un anillo blanco alrededor de cada uno de ellos. El hocico es acuminado y está dotado de bigotes desarrollados. La boca está armada con pequeños dientes afilados que indican hábitos carnívoros.
Los pies son anchos, las almohadillas plantares presentan marcados surcos que les permiten trepar a árboles y escalar rocas. Los dedos terminan en afiladas uñas.
El marsupio de las hembras consiste en un simple pliegue de la piel abdominal en cuyo interior se albergan ocho mamas.

## Dieta
Son mayoritariamente carnívoros, alimentándose de mamíferos, aves y reptiles de pequeño tamaño. Complementan su dieta con grandes insectos terrestres y polen de distintas flores e incluso miel.

## Reproducción
La época de celo va de marzo y abril. El periodo de gestación es de 44 días. Las hembras son monoéstricas y  paren camadas de 8 o más crías. La madurez sexual se alcanza aproximadamente al año de edad. En libertad, la esperanza de vida es de 3 años.

## Comportamiento
Son animales nocturnos que pasan las horas de luz cobijados en grietas entre las rocas, agujeros de troncos caídos y cuevas o galerías abandonadas.

## Estado de conservación
- Clasificación UICN: Amenazada.[1] Se trata de uno de los mamíferos más raros del planeta, pasó más de 87 años sin que se tuviesen noticias de ejemplares vivos, y hasta el momento son escasas las evidencias de individuos en libertad, algunos de los cuales aparecen muertos.